# Maxomys moi
Maxomys moi är en däggdjursart som först beskrevs av Robinson och Cecil Boden Kloss 1922.  Maxomys moi ingår i släktet taggråttor, och familjen råttdjur. IUCN kategoriserar arten globalt som livskraftig. Inga underarter finns listade i Catalogue of Life.
Denna gnagare förekommer i bergstrakter och i kulliga områden i Vietnam och Laos. Den lever i regioner som ligger 190 till 1500 meter över havet. Habitatet utgörs av städsegröna skogar och av ursprungliga buskskogar. Maxomys moi är troligen känslig för habitatförändringar.